# Seznam státních znaků asijských zemí

Asijské státy

Přehled státních znaků nezávislých států a závislých území na asijském kontinentu.

## Státní znaky nezávislých států
| Stát                    | Znak | Typ        | Článek o znaku                          | Motto nebo text na znaku |
| ----------------------- | ---- | ---------- | --------------------------------------- | --- |
| Afghánistán             |      | emblém     | Státní znak Afghánistánu                | V knize (dle zdroje by však být neměl) arabsky BISMÍ 'LLAHI AR-RAHMÁNI ARRAHÍM (česky Ve jménu Alláha milosrdného slitovaného), šaháda, DE AFGÁNISTÁN ISLAMÍ IMÁRAT (persky) (česky Afghánský islámský emirát), H.Q. 1415.1.10. (arabsky ١٤١٥‎, 1994–1995 našeho letopočtu) |
| Arménie                 |      | heraldický | Státní znak Arménie                     | – |
| Ázerbájdžán             |      | emblém     | Státní znak Ázerbájdžánu                | – |
| Bahrajn                 |      | heraldický | Státní znak Bahrajnu                    | – |
| Bangladéš               |      | emblém     | Státní znak Bangladéše                  | – |
| Bhútán                  |      | emblém     | Státní znak Bhútánu                     | – |
| Brunej                  |      | emblém     | Státní znak Bruneje                     | الدائمون المحسنون بالهدى ‎(arabsky) (česky Vždy ve službě Boží), بروني دارالسلام ‎ (arabsky) (malajsky Brunei Darussalam, česky Brunej, země míru) |
| Čína                    |      | emblém     | Státní znak Čínské lidové republiky     | – |
| Filipíny                |      | heraldický | Státní znak Filipín                     | REPUBLIKA NG PILIPINAS (česky Filipínská republika) |
| Gruzie                  |      | heraldický | Státní znak Gruzie                      | ძალა ერთობაშია (gruzínsky), Dzala Ertobašia česky V jednotě je síla |
| Indie                   |      | emblém     | Státní znak Indie                       | सत्यमेव जयते (Dévanágarí) Sanskrt: satjaméva džajaté (česky Jedině pravda vítězí) |
| Indonésie               |      | heraldický | Státní znak Indonésie                   | BHINNEKA TUNGGAL IKA (česky Jednota v rozmanitosti) |
| Irák                    |      | heraldický | Státní znak Iráku                       | Allāhu Akbar (Takbír), al-Džumhúríja al-'irákíja (česky Irácká republika) |
| Írán                    |      | emblém     | Státní znak Íránu                       | Alláh (arabsky), znak je stylizovaným nápisem |
| Izrael                  |      | heraldický | Státní znak Izraele                     | ישראל ‎ (hebrejsky) (česky Izrael) |
| Japonsko                |      | pečeť      | Státní znak Japonska                    | – |
| Jemen                   |      | emblém     | Státní znak Jemenu                      | الجمهورية اليمنية ‎(arabsky) (česky Jemenská republika) |
| Jižní Korea             |      | emblém     | Státní znak Jižní Koreje                | 대한민국, Tehan minguk (korejsky) (česky Korejská republika) |
| Jordánsko               |      | heraldický | Státní znak Jordánska                   | (arabsky) (česky zleva: Kdo hledá podporu a vedení od Boha • král Jordánského hášimovského království • Abdalláh II. bin Husajn bin Auon) |
| Kambodža                |      | emblém     | Státní znak Kambodže                    | ព្រះចៅ ក្រុង កម្ពុជា (khmersky), Preah Chau Krong Kampuchea (česky Král kambodžského království) |
| Katar                   |      | emblém     | Státní znak Kataru                      | – |
| Kazachstán              |      | emblém     | Státní znak Kazachstánu                 | QAZAQSTAN (kazašsky) (název státu) |
| Kuvajt                  |      | heraldický | Státní znak Kuvajtu                     | Stát Kuvajt |
| Kypr                    |      | heraldický | Státní znak Kypru                       | 1960 (rok vyhlášení nezávislosti) |
| Kyrgyzstán              |      | emblém     | Státní znak Kyrgyzstánu                 | КЫРГЫЗ РЕСПУБЛИКАСЫ (kyrgyzsky) (česky Kyrgyzská republika) |
| Laos                    |      | emblém     | Státní znak Laosu                       | laosky: ສັນຕິພາບ ເອກະລາດ ປະຊາທິປະໄຕ (česky Mír, nezávislost, demokracie), ເອກະພາບ ວັດຖະນາຖາວອນ (česky Jednota a prosperita), ສາທາລະນະລັດ ປະຊາທິປະໄຕ ປະຊາຊົນລາວ (česky Laoská lidově demokratická republika)                                                                       |
| Libanon                 |      | heraldický | Státní znak Libanonu                    | – |
| Malajsie                |      | heraldický | Státní znak Malajsie                    | BERSEKUTU BERTAMBAH MUTU (malajsky), برتمبه موتو (jawi) (česky V jednotě je síla) |
| Maledivy                |      | emblém     | Státní znak Malediv                     | الدولة المحلديبية‎ ‎ (arabsky), Ad-Dawlat Al-Mahaldheebiyya (česky Stát tisíce ostrovů |
| Mongolsko               |      | emblém     | Státní znak Mongolska                   | – |
| Myanmar (Barma)         |      | pečeť      | Státní znak Myanmaru                    | ပြည်ထောင်စု သမ္မတ မြန်မာနိုင်ငံတော် (PYIDAUNZU THANMĂDA MYĂMA NAINNGANDAW) (česky Republika Myanmarský svaz) |
| Nepál                   |      | emblém     | Státní znak Nepálu                      | जननी जन्मभूमिश्च स्वर्गादपी गरीयसी (Jananī janmabhūmiśca svargādapi garīyasī) (česky Matka a vlast jsou důležitější než nebeská říše) |
| Omán                    |      | emblém     | Státní znak Ománu                       | – |
| Pákistán                |      | heraldický | Státní znak Pákistánu                   | Víra, jednota, disciplína |
| Rusko                   |      | heraldický | Státní znak Ruska                       | – |
| Saúdská Arábie          |      | emblém     | Státní znak Saúdské Arábie              | – |
| Severní Korea           |      | emblém     | Státní znak Severní Koreje              | 조선민주주의인민공화국 (korejsky) (česky Korejská lidově demokratická republika) |
| Singapur                |      | heraldický | Státní znak Singapuru                   | MAJULAH SINGAPURA (malajsky) (česky Kupředu, Singapure, název singapurské hymny) |
| Spojené arabské emiráty |      | emblém     | Státní znak Spojených arabských emirátů | شعار الإمارات العربية المتحدة‎‎ (arabsky) (česky Spojené arabské emiráty) |
| Sýrie                   |      | emblém     | Státní znak Sýrie                       | الجمهورية العربية السورية ‎ (arabsky), Al-džumhúríja al-`Arabíja as-Súríja (česky Syrská arabská republika) |
| Srí Lanka               |      | emblém     | Státní znak Srí Lanky                   | – |
| Tádžikistán             |      | emblém     | Státní znak Tádžikistánu                | – |
| Thajsko                 |      | emblém     | Státní znak Thajska                     | – |
| Tchaj-wan               |      | emblém     | Státní znak Tchaj-wanu                  | – |
| Turecko                 |      | emblém     | Státní znak Turecka                     | – |
| Turkmenistán            |      | emblém     | Státní znak Turkmenistánu               | – |
| Uzbekistán              |      | emblém     | Státní znak Uzbekistánu                 | Uzbekistán |
| Vietnam                 |      | emblém     | Státní znak Vietnamu                    | CỘNG HOÀ XÃ HỘI CHỦ NGHĨA VIỆT NAM (vietnamsky) (česky Socialistická republika Vietnam) |
| Východní Timor          |      | pečeť      | Státní znak Východního Timoru           | REPÚBLICA DEMOCRÁTICA DE TIMOR-LESTE (portugalsky) (česky Demokratická republika Východní Timor), RDTL (zkratka státu), UNIDADE ACÇÃO PROGRESSO (česky Jednota, akce, pokrok)                                                                                              |

## Znaky států bez plného uznání
| Stát               | Znak | Typ        | Článek o znaku       | Motto nebo text na znaku |
| ------------------ | ---- | ---------- | -------------------- | --- |
| Abcházie Gruzie    |      | heraldický | Státní znak Abcházie | – |
| Arcach Ázerbájdžán |      | emblém     | Státní znak Arcachu  | Լեռնային Ղարաբաղի Հանրապետություն-Արցախ (arménsky), Lernayin Karabach Arzach Hanrapetutiun (česky Arcašská republika Náhorního Karabachu) |

## Znaky závislých území
Přehled závislých, autonomní, sporných či jiných oblastí. Některá, zde neuvedená, území buď nemají svůj znak, nebo užívají znak mateřského státu.
| Území / Mateřský stát                            | Znak | Typ        | Článek o znaku                         | Motto nebo text na znaku |
| ------------------------------------------------ | ---- | ---------- | -------------------------------------- | --- |
| Adžárie Gruzie                                   |      | heraldický | Znak Adžárie                           | |
| Ázád Kašmír Pákistán                             |      | emblém     | Znak Azáda Džammú a Kašmíru            | Spravedlnost, Rovnost, Svoboda |
| Britské indickooceánské území Spojené království |      | heraldický | Znak Britského indickooceánského území | Lemurie je v naší důvěře |
| Hongkong Čína                                    |      | emblém     | Znak Hongkongu                         | 中華人民共和國香港特別行政區 (čínsky) (česky Zvláštní administrativní oblast Siang-kang Čínské lidové republiky), HONG KONG (anglicky) (česky Hongkong)                                                       |
| Kurdistán Irák                                   |      | emblém     | Znak Kurdistánu                        | KRG (Kurdistánská Regionální Vláda) |
| Macao Čína                                       |      | emblém     | Znak Macaa                             | 中華人民共和國澳門特別行政區 (čínsky), ČUNG-CHUA ŽEN-MIN KUNG-CHE-KUO AO-MEN TCHE-PIE SING-ČENG-ČCHÜ (česky Zvláštní administrativní oblast Macao Čínské lidové republiky), MACAU (portugalsky) (česky Macao) |
| Palestinská autonomie Izrael                     |      | emblém     | Znak Palestinské autonomie             | Palestina |
| Severní Kypr Turecko                             |      | heraldický | Znak Severního Kypru                   | 1983 (rok vyhlášení Severokyperské turecké republiky) |
| tibetská exilová vláda Čína                      |      | emblém     | Znak Tibetu                            | བོད་གཞུང་དགའ་ལྡན་ཕོ་བྲང་ཕྱོགས་ལས་རྣམ་རྒྱལ (tibetsky) (česky Tibetská vláda, Gadenův palác, vítězný ve všech směrech) |